# Gabriele Gardel

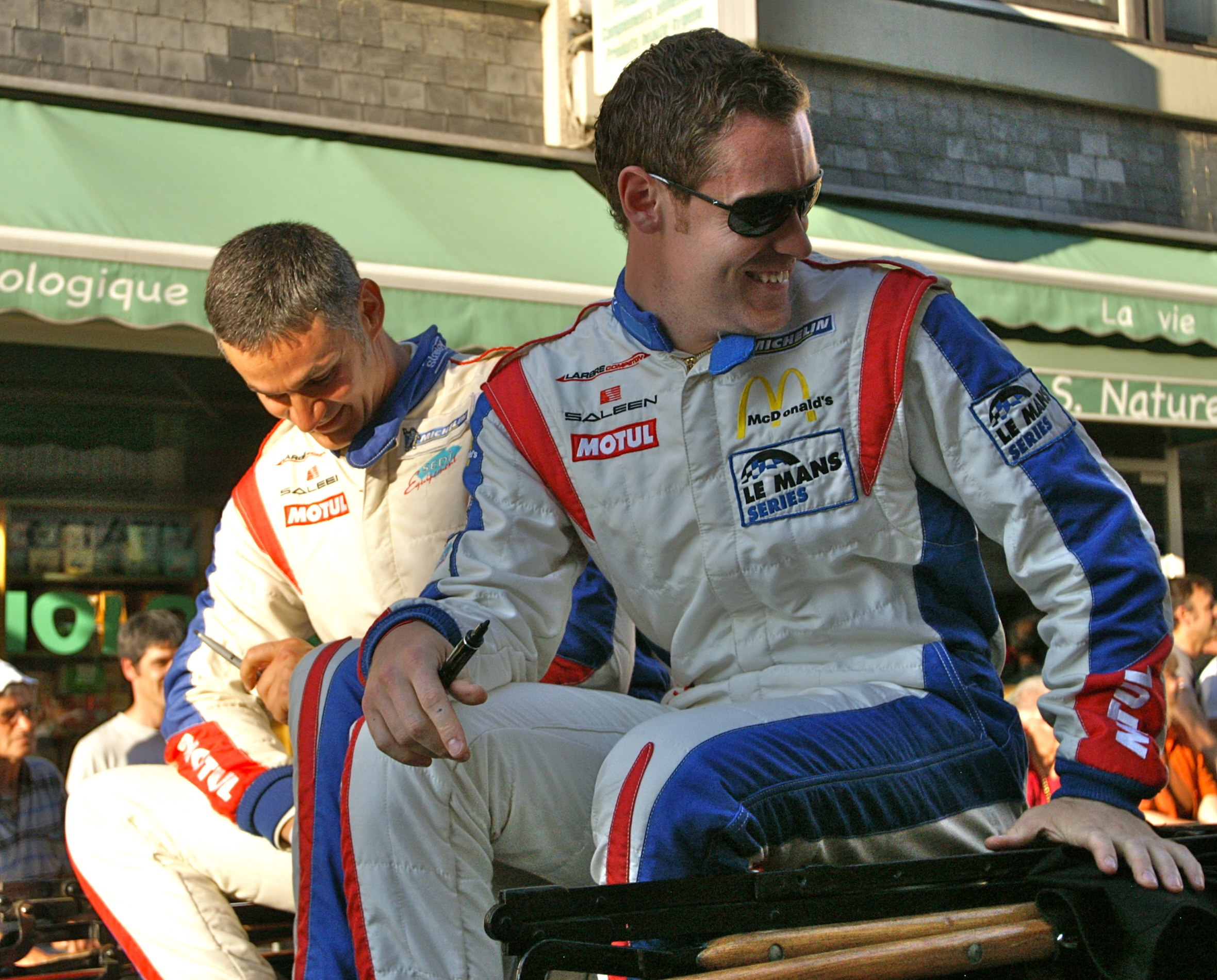
Gabriele Gardel (rechts) 2010 in Le Mans

Gabriele Gardel (* 22. Oktober 1977 in Mailand) ist ein ehemaliger Schweizer Autorennfahrer.

## Karriere im Motorsport
Gabriele Gardel kam über die Formel Ford 1996 in die Formel 3 und ging in dieser Rennformel in der italienischen-, britischen- und deutschen Meisterschaft an den Start. Sein bestes Saisonergebnis war der 12. Endrang in der italienischen Meisterschaft 1997. Im Jahr 2000 wechselte er in die Formel 3000 und bestritt Rennen in der italienischen Meisterschaft. Nach einem neunten Endrag 2001 blieb er 2002 ohne einen einzigen Meisterschaftspunkt und beendete die Monopostokarriere.
Gardel wechselte in den GT-Sport und engagierte sich in der FIA-GT-Meisterschaft. Nach einem dritten Endrang 2004, auf einem Ferrari 550 GTS Maranello der BMS Scuderia Italia gewann er 2005 mit drei Saisonsiegen und einem Punkt Vorsprung auf Michael Bartels und Timo Scheider die Gesamtwertung.
Als Vertragsfahrer von Larbre Compétition kam er mit dem Team 2006 in die European Le Mans Series und wurde in der Jahreswertung Gesamtsieger der GT1-Klassen. Partner im Labre-Aston Martin DBR9 waren Pedro Lamy und Vincent Vosse. Beim 24-Stunden-Rennen von Le Mans gelangen Gardel zwei Klassensiege. 2010, als Gesamtdreizehnter, gewann er die GT1-Klasse und 2011, als er als 20. gewertet wurde, erreichte er den Klassensieg bei den GT-Amateuren.
In den 2010er-Jahren fuhr er Rennen in der Blancpain Endurance Series, den International GT Open und der NASCAR Whelen Euro Series und beendete mit dem Ablauf der Saison 2016 seine Karriere.

## Statistik

### Le-Mans-Ergebnisse
| Jahr | Team               | Fahrzeug                    | Teamkollege          | Teamkollege        | Platzierung             | Ausfallgrund     |
| ---- | ------------------ | --------------------------- | -------------------- | ------------------ | ----------------------- | ---------------- |
| 2006 | Larbre Compétition | Ferrari 550 GTS Maranello   | Jean-Luc Blanchemain | Patrick Bornhauser | Ausfall                 | Kupplungsschaden |
| 2010 | Larbre Compétition | Saleen S7-R                 | Julien Canal         | Roland Bervillé    | Rang 13 und Klassensieg |                  |
| 2011 | Larbre Compétition | Chevrolet Corvette C6.R-ZR1 | Julien Canal         | Patrick Bornhauser | Rang 20 und Klassensieg |                  |

### Sebring-Ergebnisse
| Jahr | Team               | Fahrzeug                  | Teamkollege        | Teamkollege  | Platzierung | Ausfallgrund |
| ---- | ------------------ | ------------------------- | ------------------ | ------------ | ----------- | ------------ |
| 2011 | Larbre Compétition | Chevrolet Corvette C6-ZR1 | Patrick Bornhauser | Julien Canal | Ausfall     | Elektrik     |